# كارلوس كالفو سوبرادو
كارلوس كالفو سوبرادو (بالإسبانية: Carlos Calvo) (مواليد 18 سبتمبر 1985 في مدريد - إسبانيا) لاعب كرة قدم إسباني يلعب حاليا لصالح نادي الدرجة الأولى خيريث الإسباني منذ 2007 في مركز الجناح الأيمن كما يجيد اللعب في مركز الوسط المهاجم والجناح الأيسر .

## روابط خارجية
- كارلوس كالفو سوبرادو على موقع قاعدة بيانات كرة القدم.إي يو (الإنجليزية)
- كارلوس كالفو سوبرادو على موقع Soccerbase.com (لاعب) (الإنجليزية)
- كارلوس كالفو سوبرادو على موقع Soccerway.com (الإنجليزية)
- كارلوس كالفو سوبرادو على موقع AS.com (الإسبانية)